# Antrodiella versicutis
Antrodiella versicutis är en svampart som först beskrevs av Berk. & M.A. Curtis, och fick sitt nu gällande namn av Gilb. & Ryvarden 1986. Antrodiella versicutis ingår i släktet Antrodiella och familjen Phanerochaetaceae.   Inga underarter finns listade i Catalogue of Life.